# Општина Јана (Васлуј)
Јана (рум. Iana) општина је у Румунији у округу Васлуј.
Oпштина се налази на надморској висини од 178 m.